# La Zone d'intérêt
Cet article concerne le film. Pour le roman, voir  La Zone d'intérêt.
Pour plus de détails, voir Fiche technique et Distribution.
La Zone d'intérêt (The Zone of Interest) est un drame de guerre britannico-polono-américain écrit et réalisé par Jonathan Glazer, sorti en 2023, adapté du roman éponyme La Zone d'intérêt de Martin Amis. Son titre provient de la  zone d'intérêt du camp de concentration d'Auschwitz.
Présenté en compétition au Festival de Cannes 2023, il y remporte le Grand Prix, le prix FIPRESCI,, le prix CST de l'artiste technicien pour Johnnie Burn, sound designer et chef monteur son du film, et le Cannes Soundtrack Award pour la musique originale de Micachu.
Le film est également nommé pour trois Golden Globes et cinq Oscars en 2024. Il remporte l'Oscar du meilleur film international et l'Oscar du meilleur son.
Le film a reçu le César du meilleur film étranger le 28 février 2025.

## Synopsis
En 1943, le commandant Rudolf Höss vit avec sa famille dans une maison dotée d'un grand jardin, située dans la zone d'intérêt du camp de concentration d'Auschwitz. Il emmène ses enfants nager et faire de la barque tandis que son épouse Hedwig s'occupe du jardin et dirige les domestiques, dont certains sont des prisonniers du camp. Hurlements des prisonniers, tirs des soldats, aboiements des chiens, sifflements des trains ou encore machines faisant tourner les fours du camp rythment constamment leurs journées.
Höss gère le camp et travaille sur les futurs travaux des fours crématoires. Un jour, alors qu'il emmène deux de ses enfants jouer sur la rivière, il remarque au fond de l'eau des ossements et des restes de corps provenant du camp. Il ordonne à ses enfants de sortir de l'eau et de prendre une douche. Il contacte ensuite ses équipes à travers un message crypté, leur demandant de ne plus jeter les cadavres dans l'eau.
Höss reçoit ensuite un appel de ses supérieurs, l'informant qu'il est promu au rang d'inspecteur des camps de concentration mais qu'il devra quitter le camp d'Auschwitz pour Oranienburg, près de Berlin. Après avoir envoyé en vain des courriers pour s'y opposer, il en informe Hedwig. Celle-ci le prend mal et refuse de quitter ce havre champêtre dont elle avait toujours rêvé. Après une dispute, elle supplie Höss de convaincre ses supérieurs de leur laisser la maison et de le laisser partir seul à Oranienburg. La demande est approuvée.
Hedwig reçoit la visite de sa mère. D'abord ébahie par le cadre agréable voire somptueux de la maison et du jardin, elle part pourtant de façon précipitée et sans un au revoir : on la suppose horrifiée par l'odeur du camp, le bruit ou les flammes sortant des fours la nuit. En partant, elle laisse seulement à sa fille une lettre que cette dernière brûle aussitôt dans le poêle. Höss reçoit la visite à son bureau d'une jeune prisonnière qui lui est manifestement envoyée pour une relation sexuelle. On retrouve Höss plus tard nettoyant son sexe dans une salle de bains, et quand il revient à la maison, l'un de ses enfants remarque qu'il a transpiré. Le soir, une jeune résistante habitant près du camp vient cacher des fruits à divers endroits où les prisonniers effectuent des travaux, tout en évitant de se faire repérer par les SS (les scènes de la résistante, tournées en caméra thermique, donnent l'impression d'une image en négatif).
Quelques mois après son arrivée à Berlin, Höss est félicité pour ses excellents résultats et est promu directeur d'une opération qui portera son nom, consistant à transporter 700 000 juifs hongrois vers Auschwitz pour qu'ils y soient exterminés. Cela lui permet de revenir dans son ancienne maison, auprès de sa famille, son remplaçant n'ayant pas fait ses preuves. Il participe à une fête organisée par le parti nazi, qui célèbre ce projet. Plutôt que de célébrer, il réfléchit à la meilleure manière de gazer la salle de réception.
Alors qu'il quitte son bureau à Berlin, Höss s'arrête de marcher dans les escaliers, pris de nausées et de vomissements. Il regarde ensuite autour de lui, se demandant si quelqu'un l'a vu, mais tous les couloirs sont vides et les lumières éteintes.
De nos jours, des employés du musée national Auschwitz-Birkenau nettoient les différentes salles avant l'ouverture. On y voit des salles remplies de chaussures, de béquilles et de vêtements portés par les prisonniers du camp.

On voit ensuite Höss, immobile, qui reprend sa descente dans les escaliers, le menant vers des étages privés de lumière.

L'ancienne maison de la famille Höss à côté d'Auschwitz en 2024.
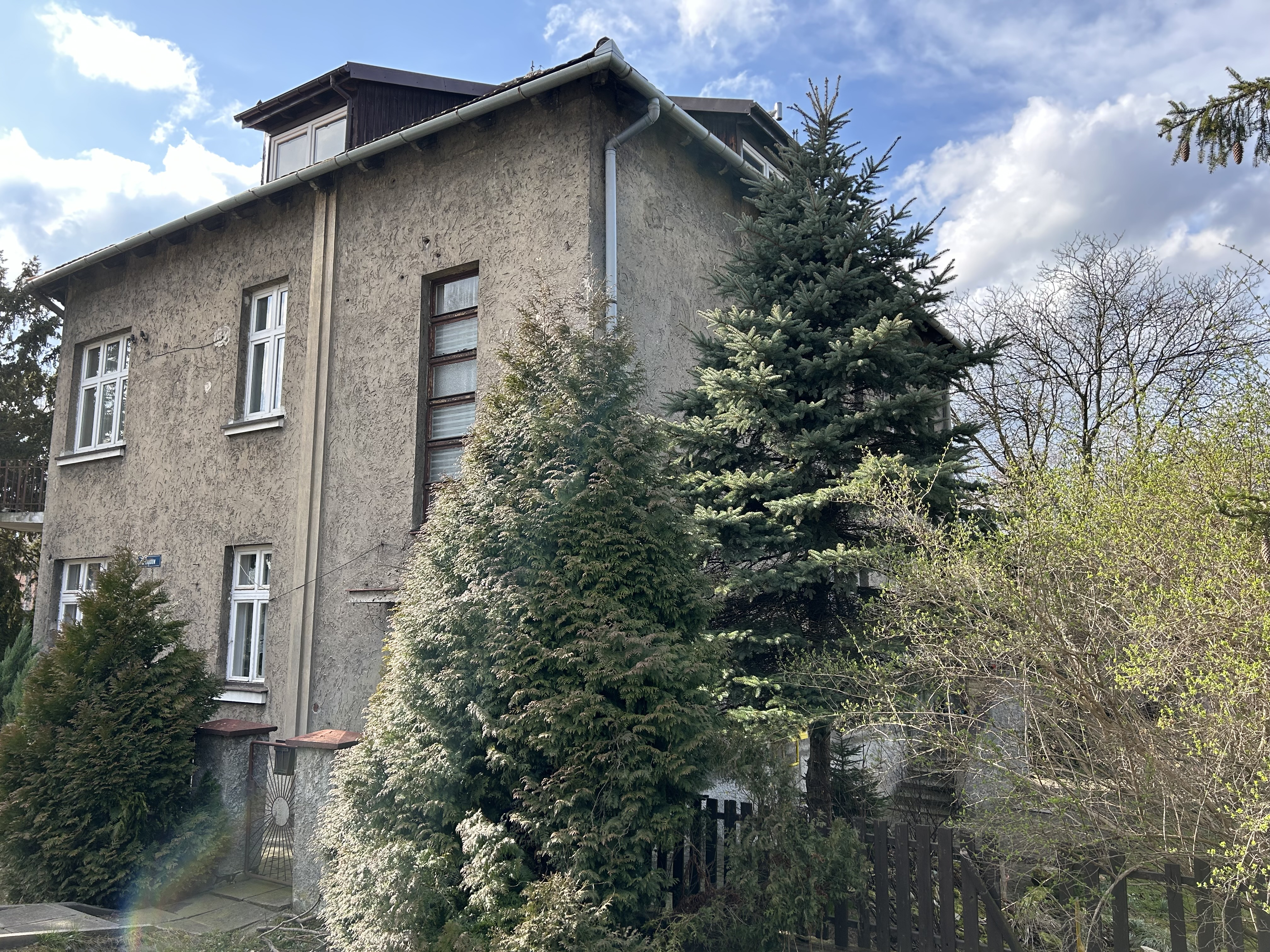
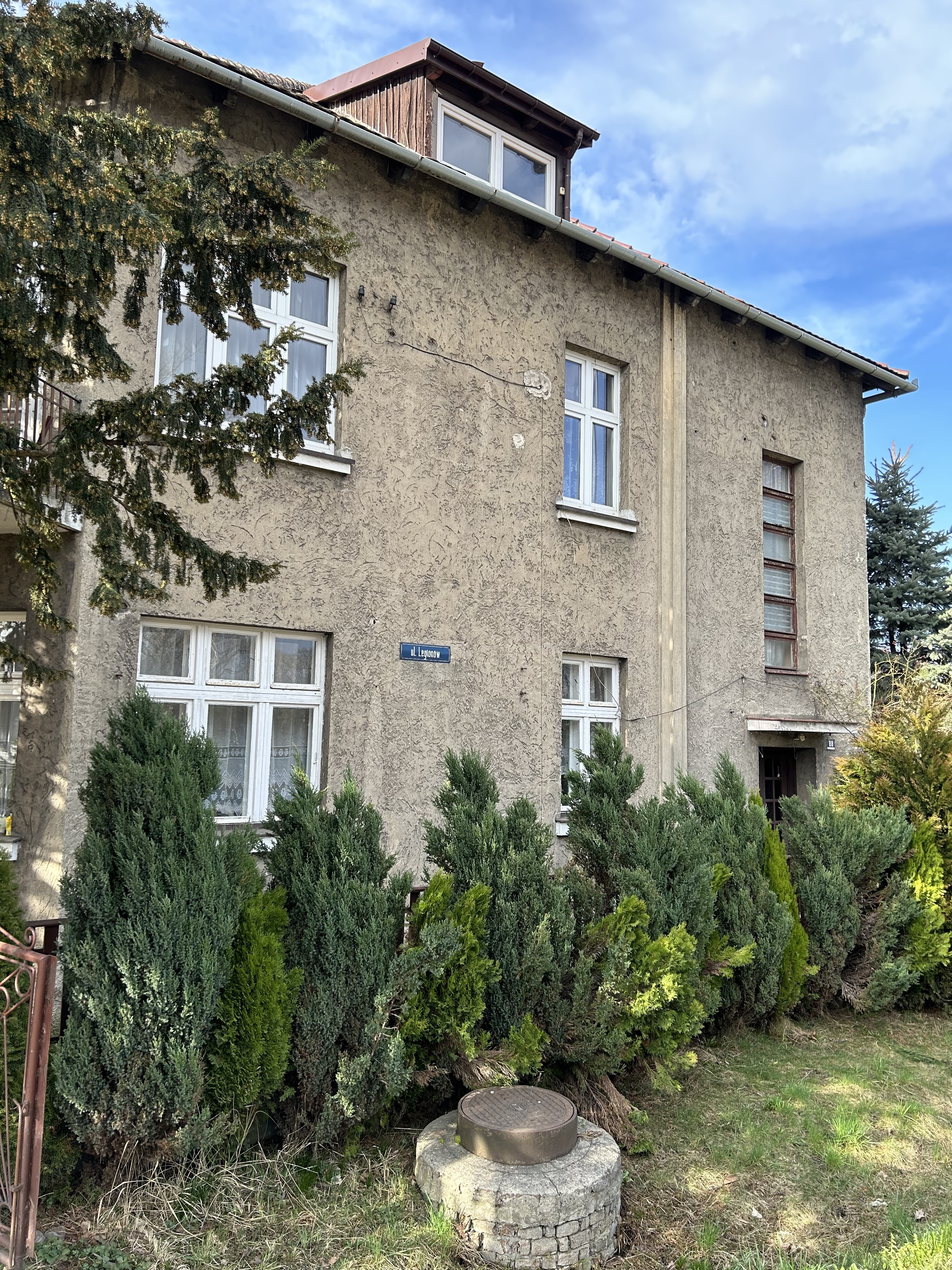
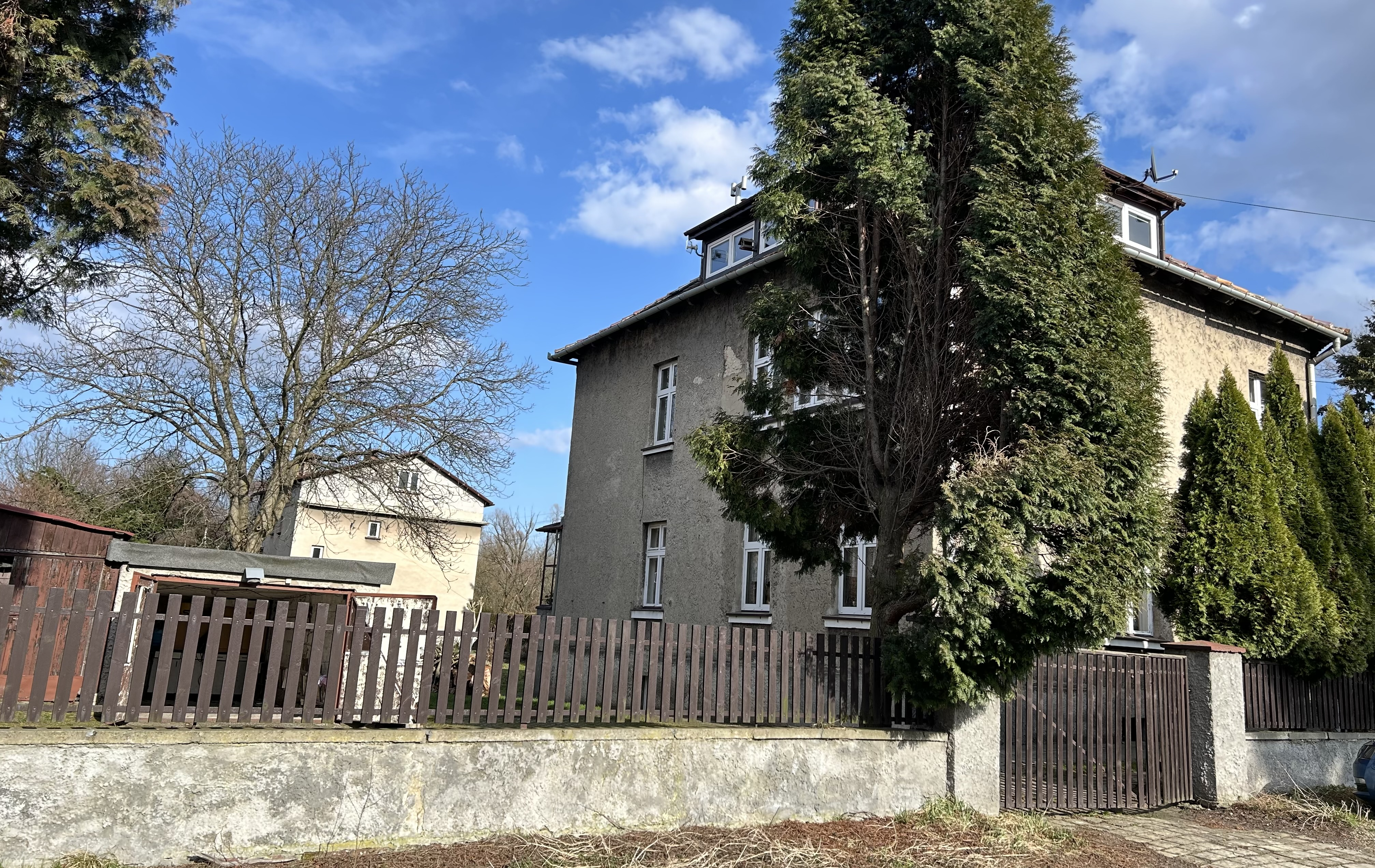
Façade donnant sur les baraquements d'Auschwitz.

## Fiche technique
Sauf indication contraire, les informations mentionnées dans cette section peuvent être confirmées par la base de données cinématographiques IMDb,  présente dans la section « Liens externes ».
- Titre français : La Zone d'intérêt[5]
- Titre original anglais : The Zone of Interest
- Titre polonais : Strefa interesów
- Réalisation : Jonathan Glazer
- Scénario : Jonathan Glazer, d'après le roman du même nom de Martin Amis
- Musique : Micachu
- Direction artistique : Joanna Kus et Katarzyna Sikora
- Décors : Chris Oddy
- Photographie : Łukasz Żal
- Montage : Paul Watts
- Montage son et sound design : Johnnie Burn[6]
- Production : Ewa Puszczyska et James Wilson
  - Production exécutive : Reno Antoniades, Len Blavatnik, Danny Cohen et Tessa Ross
- Sociétés de production : Access Entertainment et Film4
- Société de distribution : A24 (États-Unis, Royaume-Uni), BAC Films (France)
- Pays de production :  États-Unis,  Royaume-Uni,  Pologne
- Langues originales : allemand, polonais
- Format : couleur
- Genre : Drame et historique
- Durée : 105 minutes
- Dates de sortie[7] :
  - France : 19 mai 2023 (Festival de Cannes) ; 31 janvier 2024 (sortie nationale)
  - États-Unis : 15 décembre 2023 (sortie limitée)
  - Royaume-Uni : 2 février 2024
  - Pologne : 8 mars 2024
- Classification[8] :
  - États-Unis : PG-13

## Distribution
- Christian Friedel (VF : Jean-Christophe Dollé) : Rudolf Höss
- Sandra Hüller (VF : Rosalie Symon) : Hedwig Höss
- Ralph Herforth : Oswald Pohl
- Daniel Holzberg (de) : Gerhard Maurer (de)
- Sascha Maaz (de) : Arthur Liebehenschel
- Freya Kreutzkam (de) : Eleonore Pohl
- Imogen Kogge (de) (VF : Isabelle Ferron) : Linna Hensel, mère d'Hedwig
- Johann Karthaus : Klaus Höss
- Lilli Falk (de) : Heidetraut Höss
- Max Beck (de) : Schwarzer
- Medusa Knopf (de) : Elfryda

 Source et légende : version française (VF) sur RS Doublage

## Production

### Genèse et développement
En décembre 2022, Jonathan Glazer annonce que son prochain projet sera un drame sur fond de Seconde Guerre mondiale intitulé The Zone of Interest, adapté du roman homonyme de Martin Amis. Il est produit par A24.
Le parti-pris de Glazer est de faire selon lui un « Big Brother dans une maison nazie ». Il ne sélectionne que quelques intrigues du roman et décide d'utiliser les personnages historiques au lieu de pseudonymes.

### Attribution des rôles
Le 10 août 2022, alors que Jonathan Glazer dévoile le nom de son nouveau projet, les noms de Sandra Hüller et Christian Friedel sont annoncés pour incarner les rôles principaux du film[réf. nécessaire].

### Tournage
Le tournage a lieu durant l'été 2021 à Auschwitz. Une réplique de la véritable maison des Höss a été construite près du camp de concentration. Le film est réalisé avec des caméras Sony Venice disposées à plusieurs endroits de la maison qui tournaient en continu. L'équipe de tournage n'intervenait que très rarement entre les plans afin que les acteurs puissent improviser et expérimenter sur de longues séquences. De plus, le film utilise beaucoup les plans larges et privilégie la lumière naturelle, afin de ne pas « esthétiser » Auschwitz, selon le réalisateur.
Comme beaucoup d'autres éléments du film, les séquences de la prisonnière et de la résistante sont fondées sur des faits historiques. Ainsi la résistante est-elle inspirée par Alexandria, résistante polonaise que Jonathan Glazer a rencontrée alors qu'elle avait 90 ans.

## Accueil

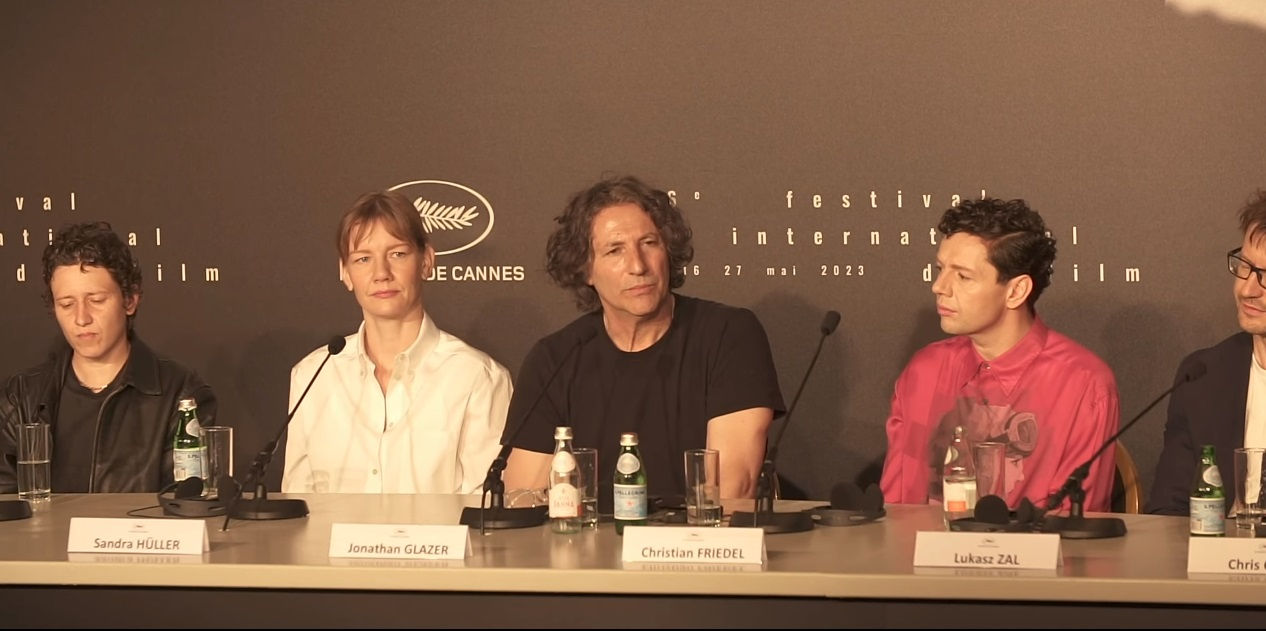
La conférence de presse du réalisateur Jonathan Glazer et des acteurs au Festival de Cannes 2023.

### Accueil critique
En France, le site Allociné propose une moyenne de 4,1 sur 5, d'après l'interprétation de 40 critiques de presse.

### Box-office
En France, le film réunit plus de 200 000 entrées une semaine après sa sortie, ce qui constitue le meilleur démarrage dans la carrière du réalisateur. Il termine à près de 800 000 entrées.

## Distinctions

### Récompenses
- Festival de Cannes 2023 :
  - Grand Prix
  - Prix FIPRESCI
  - Prix CST de l'artiste technicien pour Johnnie Burn, chef monteur son et sound designer
  - Cannes Soundtrack Award pour la musique originale de Micachu
- Prix du cinéma européen 2023 : meilleur ingénieur du son
- BAFTA 2024 :
  - Meilleur film britannique
  - Meilleur film en langue étrangère
  - Meilleur son pour Johnnie Burn et Tarn Willers
- Oscars 2024 :
  - Meilleur film international
  - Meilleur son
- César 2025 : Meilleur film étranger

### Nominations
- BAFTA 2024 :
  - Meilleure réalisation pour Jonathan Glazer
  - Meilleure actrice dans un second rôle pour Sandra Hüller
  - Meilleur scénario adapté pour Jonathan Glazer
  - Meilleurs décors pour Chris Oddy, Joanna Maria Kuś et Katarzyna Sikora
  - Meilleure photographie pour Łukasz Żal
  - Meilleur montage pour Paul Watts
- Golden Globes 2024 :
  - Meilleur film dramatique
  - Meilleure musique de film
  - Meilleur film en langue étrangère
- Oscars 2024 :
  - Meilleur film
  - Meilleur réalisateur
  - Meilleur scénario adapté